# The Wall Street Journal
The Wall Street Journal, també conegut com The Journal, és un diari internacional financer fundat el 8 de juliol de 1889 per Dow Jones & Company. La seva seu és a la ciutat de Nova York. Editat en anglès, actualment també hi ha edicions internacionals disponibles en xinès i japonès.
El diari, juntament amb les seves edicions asiàtiques, és publicat sis dies a la setmana per Dow Jones & Company, una divisió de News Corp. El periòdic es publica en gran format i en línia. The Journal s'imprimeix ininterrompudament des de la seva creació, el 8 de juliol de 1889, per Charles Dow, Edward Jones i Charles Bergstresser.
The Wall Street Journal és un dels diaris més importants dels Estats Units per la seva difusió, amb una tirada d'uns 2,834 milions d'exemplars (incloent gairebé 1.829.000 vendes digitals) l’agost de 2019, enfront dels 1,7 milions de USA Today. The Journal publica la revista de notícies i estil de vida de luxe WSJ, que es va llançar originalment com a trimestral, però es va ampliar a 12 números en 2014. En 1996 es va llançar una versió en línia, a la qual només poden accedir els subscriptors des del seu inici.
És considerat com un «periòdic de referència», sobretot pel que fa a les notícies empresarials i financeres. El periòdic ha guanyat 37 premis Pulitzer (a data de 2019). Les pàgines editorials de The Wall Street Journal són típicament conservadores en la seva posició. El consell editorial de The Wall Street Journal ha promogut punts de vista que estan en desacord amb el consens científic sobre el canvi climàtic, la pluja àcida i el forat de la capa d'ozó, així com sobre els perills per a la salut dels fumadors passius, els pesticides i l'amiant.

## Història

### Segle XIX
Els primers productes de Dow Jones & Company, l'editor del Journal, van ser breus butlletins de notícies, sobrenomenats flimsies, lliurats en mà durant tot el dia als operadors de la borsa a principis de la dècada de 1880. Posteriorment, es van agregar en un resum diari imprès anomenat Customers' Afternoon Letter (en català, Carta de la tarda dels clients). Els periodistes Charles Dow, Edward Jones i Charles Bergstresser ho van convertir en The Wall Street Journal, que es va publicar per primera vegada el 8 de juliol de 1889 i van començar a oferir el servei de notícies Dow Jones & Company per telègraf.
El 1896 es va llançar el Dow Jones Industrial Average. Va ser el primer de diversos índexs de preus d'accions i bons a la Borsa de Nova York. L'any 1899, va aparèixer per primera vegada la columna Journal's Review & Outlook, que encara avui es publica, escrita inicialment per Charles Dow.

### Segle XX
El periodista Clarence Barron va obtenir el control de l'empresa a canvi de 130.000 dòlars el 1902 (equivalent to $4,578,000 el 2023); la circulació era llavors d'uns 7.000 exemplars, però va pujar a 50.000 a finals de la dècada de 1920. Barron i els seus predecessors van generar una atmosfera d'informes financers als quals s'atribuïa independència, una novetat en el principi del periodisme empresarial. El 1921 es va fundar Barron's, el primer setmanari financer dels Estats Units. Barron va morir el 1928, un any abans del Dimarts Negre del Crac del 29, la caiguda de la borsa que va afectar molt la Gran Depressió als Estats Units. Els descendents de Barron, la família Bancroft, continuarien controlant l'empresa fins al 2007.
El Journal va prendre la seva forma i protagonisme moderns a la dècada de 1940, una època d'expansió industrial per als Estats Units i les seves institucions financeres a Nova York. Bernard Kilgore va ser nomenat editor en cap del diari el 1941 i director general de l'empresa el 1945, i va estar vint-i-cinc anys com a cap de la revista. Kilgore va ser l'arquitecte del disseny icònic de la portada del diari, amb el seu resum "What's News" i la seva estratègia de distribució nacional, que va portar la circulació del diari de 33.000 exemplars el 1941 a 1,1 milions quan Kilgore va morir el 1967. Amb Kilgore, el 1947, el diari va guanyar el seu primer premi Pulitzer pels editorials de William Henry Grimes.
El 1967, Dow Jones Newswires va iniciar una important expansió fora dels Estats Units, col·locant finalment els seus periodistes a tots els principals centres financers d'Europa, Àsia, Amèrica Llatina, Austràlia i Àfrica. El 1970, Dow Jones va comprar la cadena de periòdics Ottaway, que en aquell moment comprenia nou diaris i tres diaris dominicals. Més tard, el nom es va canviar a Dow Jones Local Media Group.
El període de 1971 a 1997 va provocar una sèrie de llançaments, adquisicions i empreses conjuntes, com ara "Factiva", The Wall Street Journal Asia, The Wall Street Journal Europe, el Lloc web WSJ.com, Dow Jones Indexes, MarketWatch i "WSJ Weekend Edition". El 2007, News Corp va adquirir Dow Jones. El 2008 es va fer el llançament de WSJ., una revista d'estil de vida de luxe.
El suplement del diari imprès, The Wall Street Journal Online, es va llançar l'any 1996 i des del primer moment només permet l'accés amb subscrpció. El 1998 es van introduir uns mots encreuats setmanals, que després esdevindrien diaris, editats per Mike Shenk.

### Segle XXI
L'any 2003, Dow Jones va començar a integrar els informes dels subscriptors impresos i en línia del Journal en les declaracions de l'Oficina d'Auditoria de Circulacions. El 2007 es creia que era el lloc de notícies de subscripció de pagament més gran, amb 980.000 subscriptors de pagament. Des d'aleshores, la subscripció digital ha augmentat fins als 1,3 milions el setembre de 2018, quedant al segon lloc per darrere de The New York Times amb 3 milions de subscripcions digitals. El maig de 2008, una subscripció anual a l'edició digital de The Wall Street Journal costava 119 dòlars per a aquells que no tenien subscripcions a l'edició impresa. El juny de 2013, el cost mensual d'una subscripció a l'edició en línia era de 22,99 dòlars, o 275,88 dòlars anuals, sense incloure les ofertes inicials. Les tarifes de subscripció digital van augmentar dràsticament fins a 443,88 dòlars anuals a mesura que la seva popularitat va augmentar respecte a la impressió, i els nous subscriptors pagaven 187,20 dòlars anuals.
El 30 de novembre de 2004, Oasys Mobile i The Wall Street Journal van publicar una aplicació que permetria als usuaris accedir al contingut de The Wall Street Journal Online a través dels seus telèfons mòbils.
El setembre de 2005, el Journal va llançar una edició de cap de setmana, lliurada a tots els subscriptors, que va suposar un retorn a la publicació del dissabte després d'uns cinquanta anys. El moviment es va dissenyar en part per atraure més publicitat dels consumidors.
El 2005, el Journal va informar que tenia un perfil de lector que eren directius en el 60% dels casos, tenien uns ingressos mitjans de 191.000 dòlars, un valor net mitjà de la llar de 2,1 milions de dòlars i una edat mitjana de 55 anys.
El 2007, la revista va llançar una expansió mundial del seu lloc web per incloure edicions importants en llengües estrangeres. El diari també havia mostrat interès en comprar el rival Financial Times.